# Batalion ON „Limanowa”

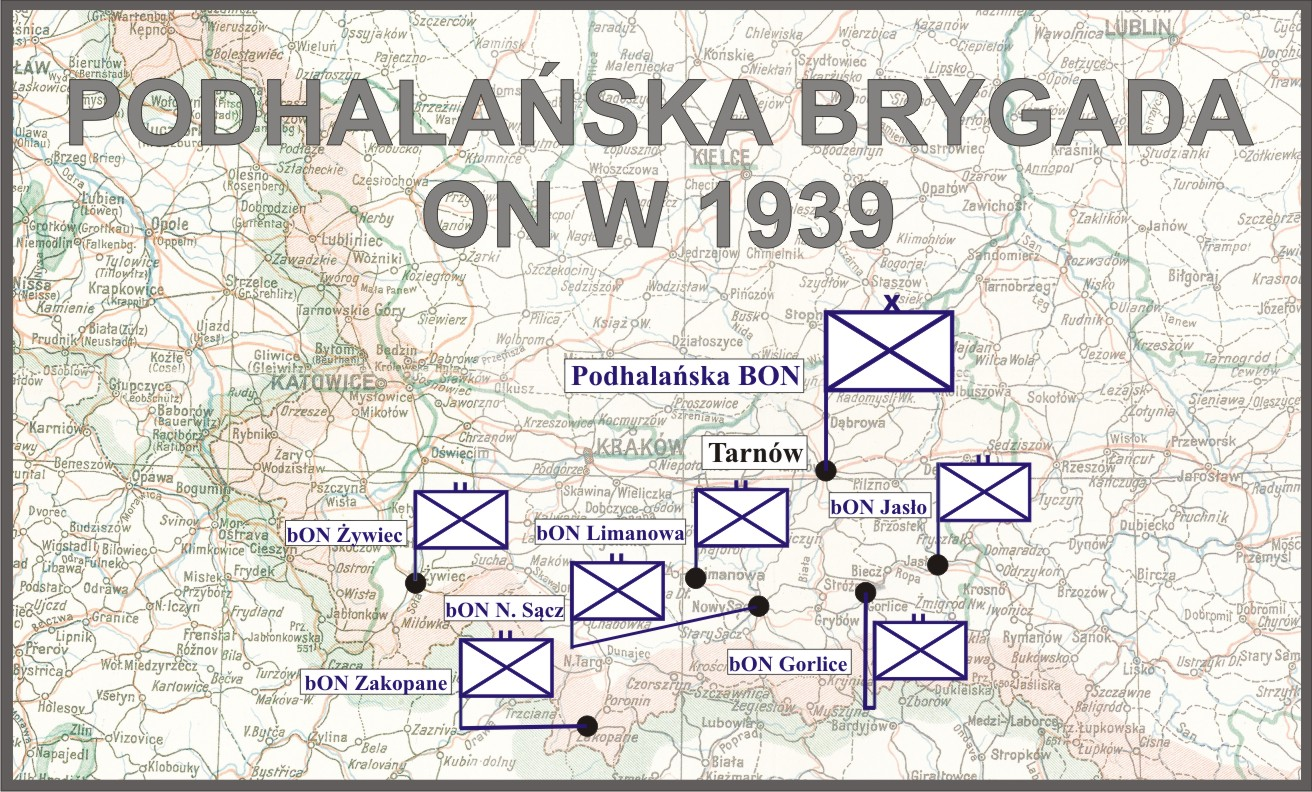
Podhalańska Brygada ON

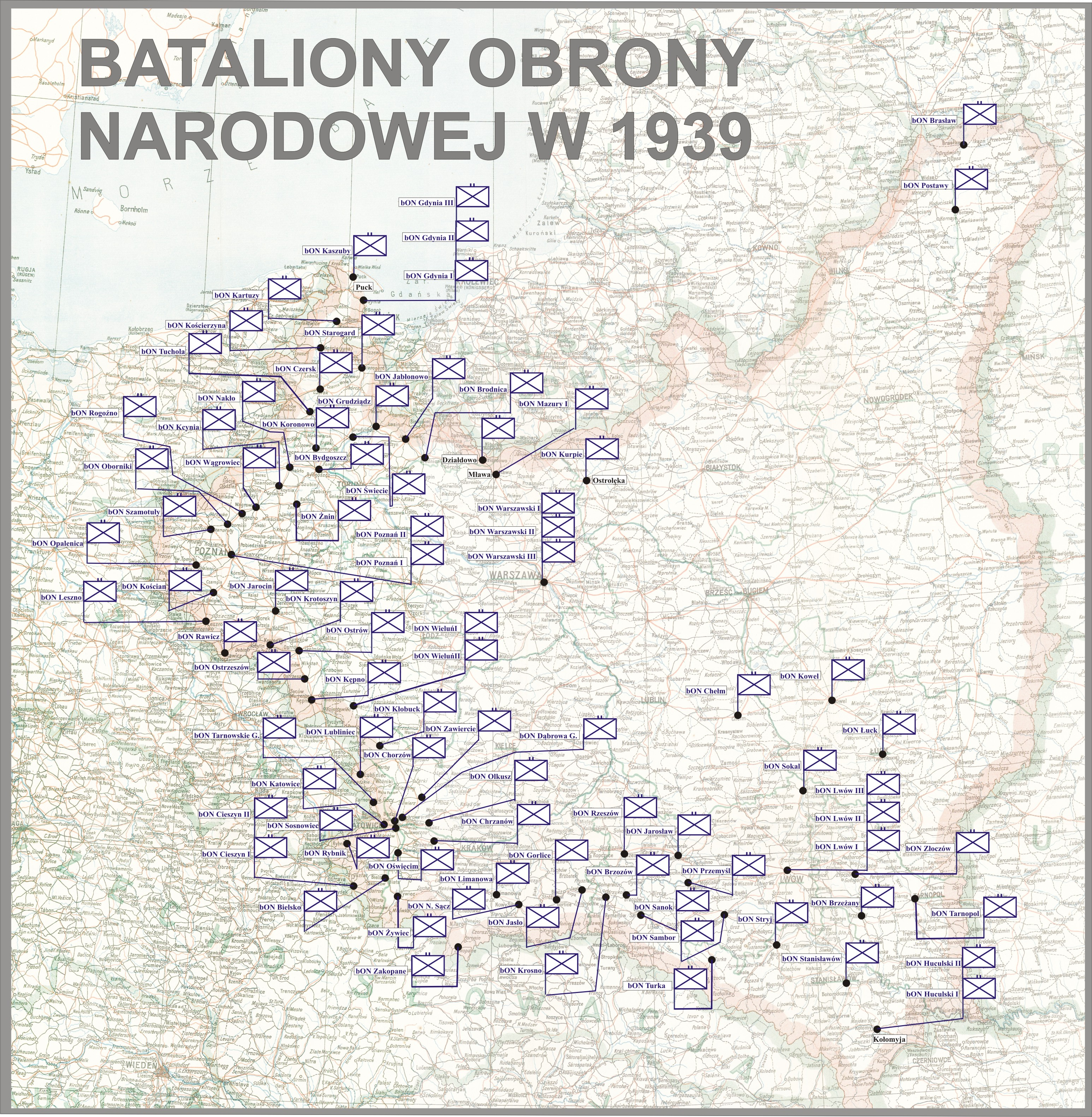
Obrona Narodowa w 1939

Limanowski Batalion Obrony Narodowej (batalion ON „Limanowa”) – pododdział piechoty Wojska Polskiego II RP.
Batalion został sformowany w maju 1939 roku, w składzie Podhalańskiej Brygady ON, według etatu batalionu ON typ IV. Jednostka została zorganizowana w oparciu o nowo utworzony 291 Obwód Przysposobienia Wojskowego. Batalion stacjonował na terenie Okręgu Korpusu Nr V: dowództwo oraz 2 i 3 kompania w Limanowej, natomiast 1 kompania w Starym Sączu.
Pod względem mobilizacji materiałowej batalion był przydzielony do 1 pułku Strzelców Podhalańskich w Nowym Sączu. W sierpniu 1939 roku wymieniono batalionowi kb i kbk z przestarzałych wzorów francuskich na systemu Mauser.
Batalion został podporządkowany, pod względem taktycznym, dowódcy 2 Brygady Górskiej Strzelców  i w jej składzie walczył w kampanii wrześniowej.

## Organizacja i obsada personalna we wrześniu 1939
- dowódca batalionu – kpt. Władysław Wójtowicz
- dowódca 1 kompanii ON „Stary Sącz” – kpt. rez. Marian Skibiński[2]
- dowódca 2 kompanii ON „Limanowa I” – ppor. rez. Stanisław Zięba[2]
- dowódca 3 kompanii ON „Limanowa II” – por. rez. Władysław Stanisław Klasura[2]